# Marian Sienkowski
Marian Sienkowski (ur. 23 lutego 1882, zm. 7 marca 1966) – polski  metaloznawca i nauczyciel akademicki. Profesor metaloznawstwa i materiałoznawstwa. Profesor nadzwyczajny i kierownik Katedry Metaloznawstwa i Materiałoznawstwa Wydziału Mechanicznego Politechniki Gdańskiej, autor skryptu „Metalo- i materiałoznawstwo” (PZWS, 1951), redaktor „Poradnika okrętownictwa, cz. I: Materiałoznawstwo” (PWTW, 1956). Pochowany na cmentarzu Srebrzysko w Gdańsku (rejon IX, kwatera profesorów).

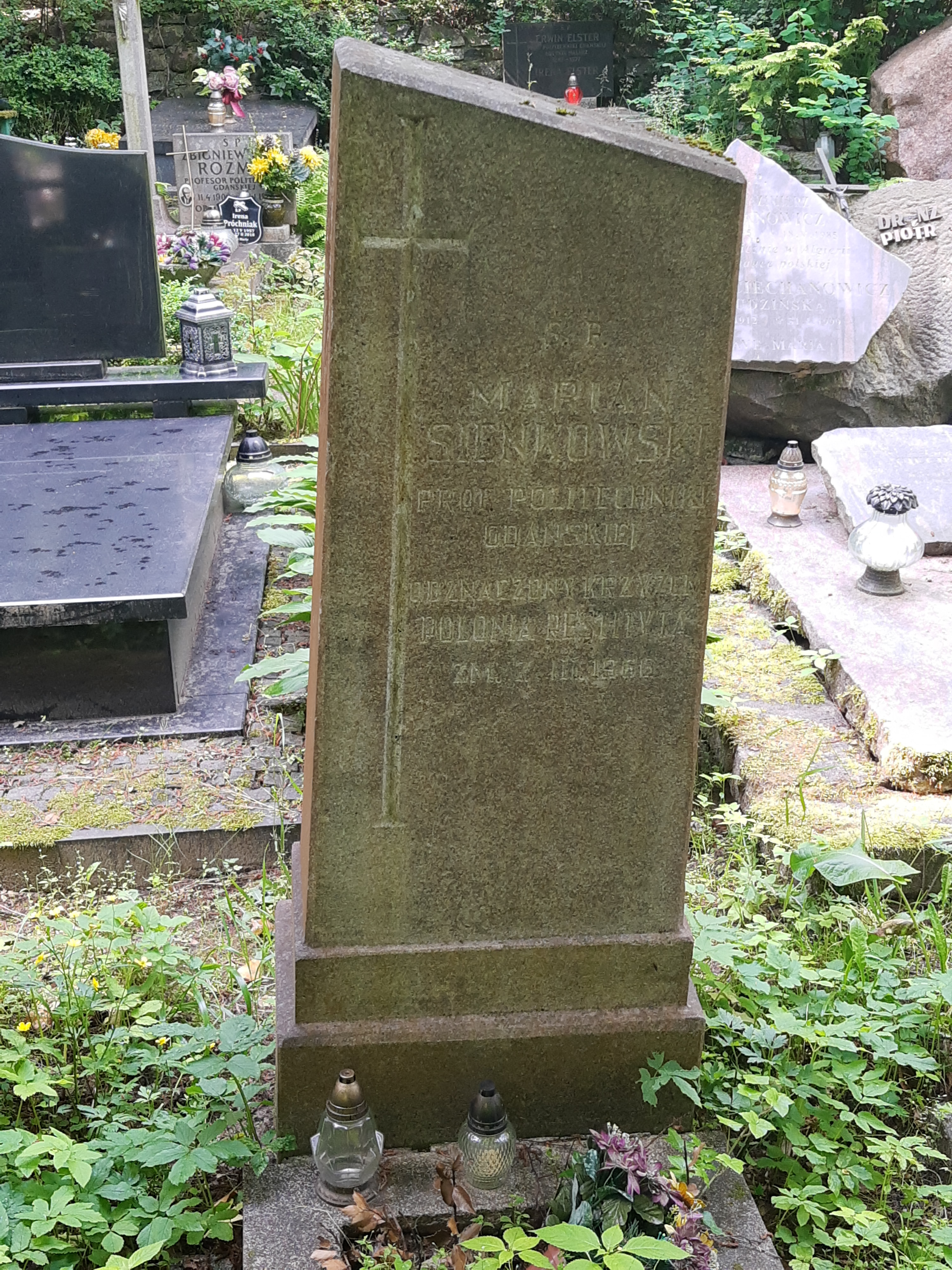
Grób prof. Mariana Sienkowskiego na Cmentarzu Srebrzysko